# Prototype

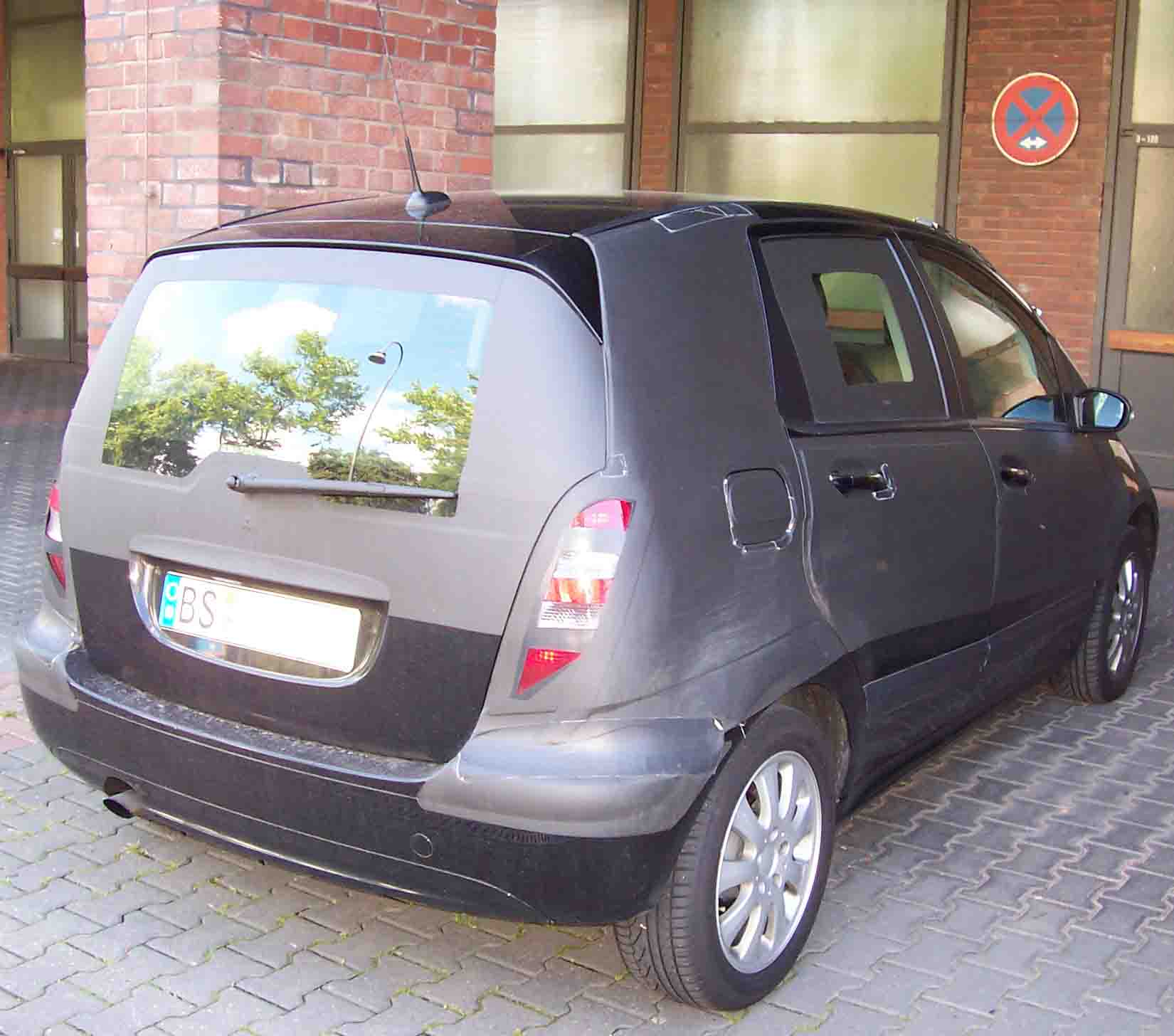
Een prototype van een Mercedes-Benz A-Klasse in het openbaar. De grijze stickers worden gebruikt om vormen te verbergen

Een prototype is een vroeg model van een product, handgemaakt of via rapid prototyping, waarmee optredende krachten, de werking of passing van onderdelen wordt getest en de productie wordt voorbereid.
Prototypen worden in allerlei disciplines toegepast. De eisen aan de prototypen verschillen per productsoort.
In de auto- en motorindustrie worden bijvoorbeeld vermogens- en temperatuurtesten uitgevoerd. Verschillende prototypen komen steeds dichter bij de uiteindelijke productiefase.
Diverse klassen in de autosport en motorsport zijn uitsluitend opengesteld voor prototypen, zoals de Formule 1 en het wereldkampioenschap wegrace. Dit biedt de fabrikanten de mogelijkheid steeds nieuwe technieken te beproeven, die in latere productiemodellen toegepast kunnen worden. In andere klassen zijn prototypen juist verboden. Race-auto's en motorfietsen moeten gehomologeerd zijn, dat wil zeggen dat er een bepaald aantal van verkocht moet zijn voordat men ermee mag deelnemen aan wedstrijden. Dit is weer zinvol om de sport betaalbaar te houden voor deelnemers die niet over een miljoenenbudget beschikken.